# PC Card

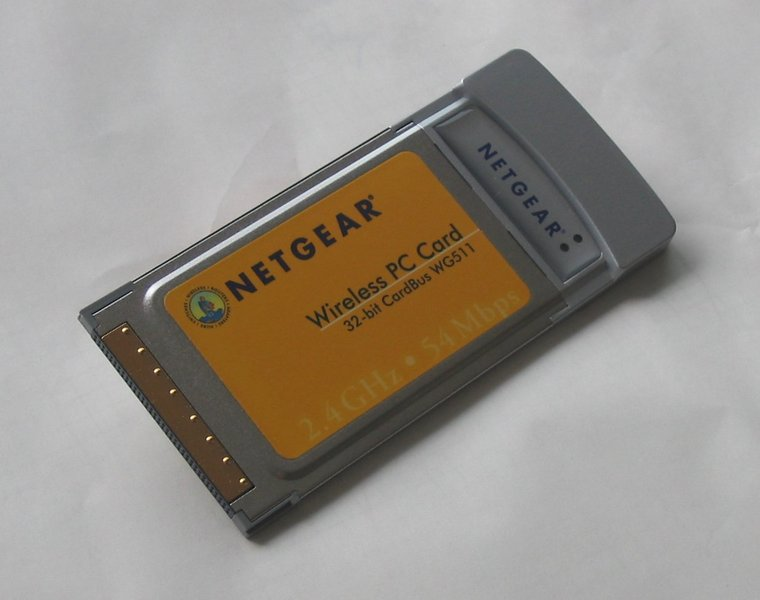
WLAN PC Card, Type II

PC Card (kallades PCMCIA fram till 1995) är en standard för en PCI-liknande buss för bärbara datorer. Ett PC Card är 85,6 mm långt och 54 mm brett, alltså ungefär lika stort som ett kreditkort – även om det är upp till 10,5 mm tjockt – och har hittills använts till bland annat nätverkskort, GSM-modem, 3G-modem, grafikkort, modem, firewire-kort och USB-kort. Det är tänkt att ersättas av ExpressCard, som framförallt är tunnare.